# 瑪哈·希修
瑪哈·希修（？—？），緬甸貢榜王朝將領。
1766年，清朝第二次入侵緬甸。清軍圍攻恭屯，瑪哈·希修同內苗·希修一起領兵救援恭屯。後內苗·希修收復八莫，切斷清軍糧道。瑪哈·希修帶兵守伊洛瓦底江西岸，聞訊後，北上奪取密支那，並帶兵反攻入清的雲南，佔領九座城池。隨後因病，不得不卸下指揮官的職務。
1767年，清朝第三次入侵緬甸。瑪哈·希修擔任緬甸軍隊的總指揮官。明瑞帶領清軍進軍阿瓦，在昔卜附近同他率領的遭遇。因野戰不是八旗軍的對手，緬甸軍大敗。緬甸王辛標信撤銷其總指揮官職務，任命瑪哈·希哈修亞取代他。隨後，他在翌年3月領兵配合瑪哈·希哈修亞，在彬烏倫附近以五萬兵力圍攻明瑞斷糧孤軍四千人，幾乎將這支清軍全滅，洗刷了之前戰敗之恥。此清軍的指揮官明瑞自殺。